# 高松市道朝日町仏生山線

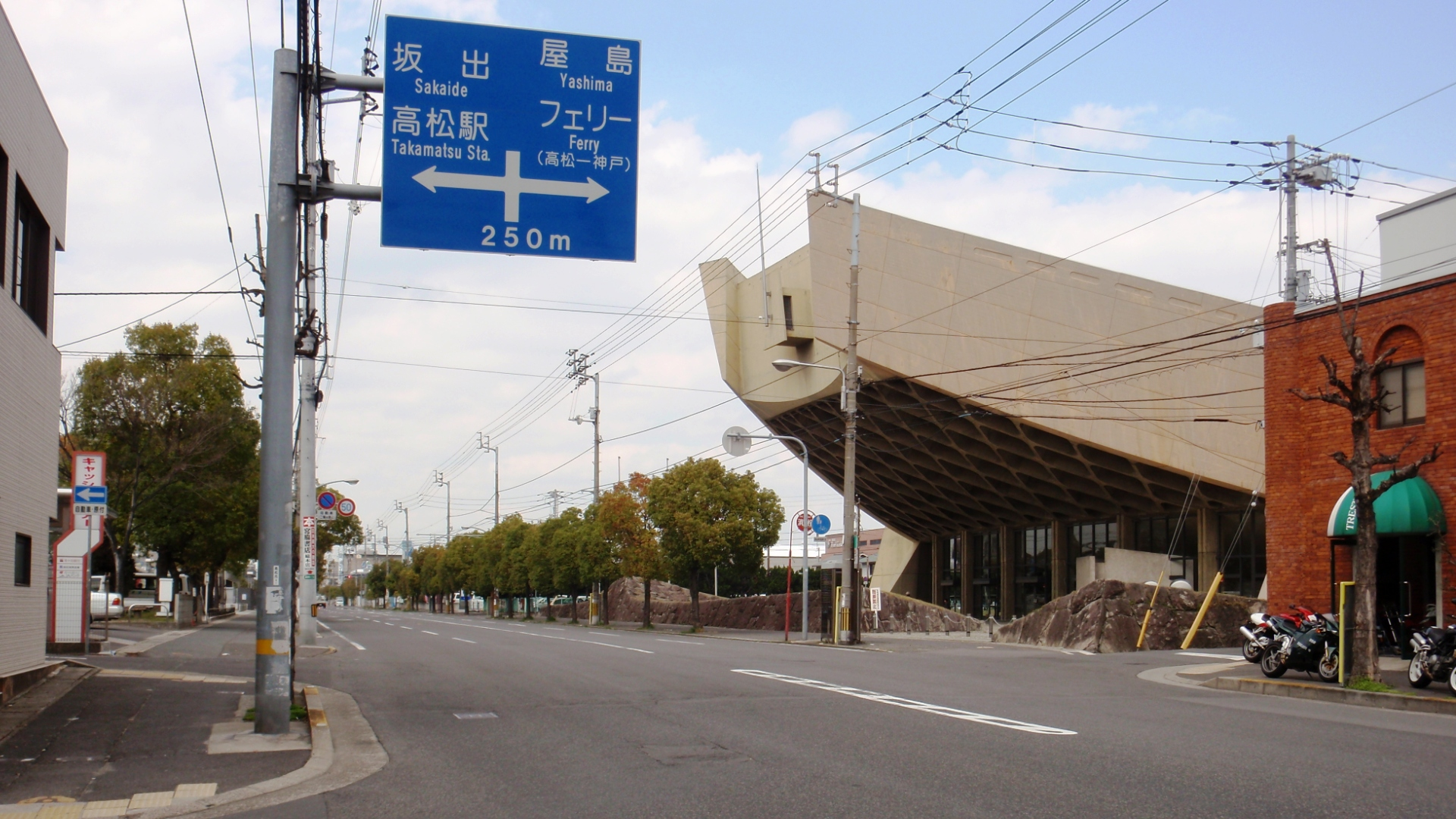
起点から臨港道路方向を見る。右は香川県立体育館

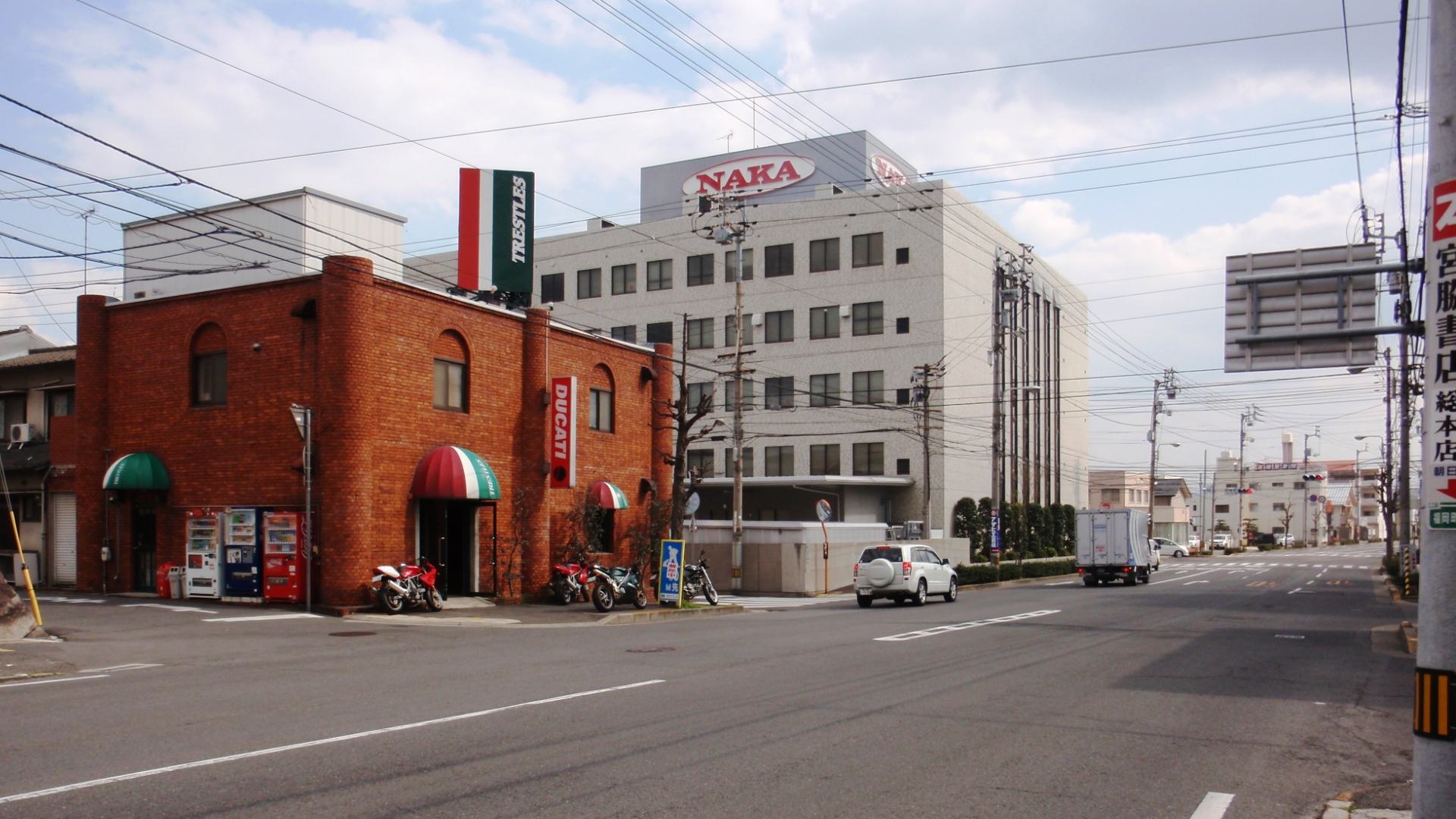
起点から当市道方向を見る

高松市道朝日町仏生山線（たかまつしどうあさひまちぶっしょうざんせん）は、香川県高松市福岡町二丁目から高松市多肥下町へ至る市道である。路線番号はA0395。

## 概要
- 高松市中心市街地の東端を縦貫する幹線道路で南北の交通軸となっているほか、市街地化が著しい太田第2土地区画整理事業の区域内を縦貫しており、太田地区周辺を始めとする郊外地域から高松市中心部への流入路となっている。
- ほぼ全線を通して上下4車線であるが、国道11号から香川県道155号牟礼中新線までの約570m部分のみ片側1車線の対面通行である。
- この道路の東側に並行する高松市道上福岡多肥下町線は同じく香川県道272号高松志度線と交差しているが、当道路も含めたこれら3つの道路はいずれも区画整理事業によって計画的に配置された道路であり、車線数、幅員や地下道があることなど道路の規格が同一である。
- この路線全体を指す愛称は存在しないが、今里町から多肥下町まではサン・フラワー通りという愛称が付けられている。
- 路線名は朝日町仏生山線となっているが、起点は福岡町二丁目であり、朝日町には一切かかっていない。ただし、起点以北は臨港道路朝日町本線（香川県高松港管理事務所管轄）となっており、事実上は当道路と連続した一つの道路として朝日町と直通している。
- 国道11号以北は朝日町工業地帯へ向かうアクセス道路としての性格が強く、トラックなどの大型自動車の通行が多いようである。
- 花園町交差点（県道155号交点）から花園南交差点（香川県道43号中徳三谷高松線（本線）交点）までの区間はかつて香川県道15号高松空港線の一部だった。1989年の新高松空港開港時に県道15号は廃止され、同区間は県道指定自体が取り消された。

## 路線データ
起点となっている交差点で交差する道は、高松競輪場や香川県立体育館のすぐ南側の市道福岡町2号線で、その市道は幹線道路などではなく小さな生活道路である。それはこれより北側がかつて塩田であり、ここからが高松港の埋立地であることによるもので、起点以北は道路としては連続していても香川県高松港管理事務所管轄の臨港道路となる。
都市計画道路上の終点は高松市仏生山町の香川県道164号三谷香川線との交差点であり、当市道の延長線上に現在計画中であることから、完成すれば当市道が路線名通り仏生山まで結ばれることになるが、2022年8月現在香川県道147号太田上町志度線本線から同バイパスの少し南方のハローズ多肥店（2022年11月開業）までが事業化されているもののそれ以南は事業化の目途が立っていない。
また、同名の都市計画道路としての朝日町仏生山線は市道とは起点の位置が若干異なり、路線名通り朝日町（B地区との境界=朝日町一丁目・朝日町二丁目と朝日町四丁目の境界）の臨港道路朝日町本線上を起点としている。
- 本線（Google マップ）
  - 起点：香川県高松市福岡町二丁目473番地27[1]（市道福岡町2号線交点）
  - 終点：香川県高松市多肥下町字本村182番地1[2]（多肥本村交差点・県道147号太田上町志度線交点）
- 総延長：8.9km
- 実延長：総延長に同じ（被重複区間なし）
- 幅員：22m、15m（松島町2丁目-花園町）、25m（JR高徳線高架部分）
- 車線数：4車線、2車線
- 最高速度：50km/h

## 都市計画道路指定
当市道は全線が都市計画道路に指定されており、指定名は市道名と同じく朝日町仏生山線。（都）朝日町仏生山線は当市道の全線及び臨港道路朝日町本線のうち朝日町一丁目・朝日町二丁目と朝日町四丁目の境界-起点からなる。1946年6月5日、戦災復興院告示第39号により指定。車線数・名称などを除く最終決定日は1979年1月9日。最終告示は、2004年5月17日の香川県告示第354号。
都市計画道路朝日町仏生山線
- 指定部分：全線
- 路線番号：3・3・111
- 指定日：1946年6月5日

## 沿革
- 2001年（平成13年）3月29日 - 太田第2土地区画整理事業区域内に位置する今里南交差点-多肥本村交差点2.6kmの愛称が、サン・フラワー通りに決定[5]。
- 2002年（平成14年）4月27日 - 太田第2土地区画整理事業による道路整備で、今里交番-太田下町交差点1.5kmが開通。

## サン・フラワー通り
当道路のうち、太田地区今里町の今里南交差点から多肥地区多肥下町の多肥本村交差点まではサン・フラワー通り（サン・フラワーどおり）という愛称がつけられている。当該区間には道路標識が設置されており、商業施設の名称にもサン・フラワー通り店が使用されるなど、一般に広く定着している。

### 別名
- サン・フラワー通り（高松市）

## 沿線施設
- 高松市立高松第一小学校・中学校
- 香川県立高松商業高等学校

## 重複区間
- 高松市道花園町上之町線
- 香川県道43号中徳三谷高松線別線

## 通過する自治体
- 香川県高松市
  - 本庁地区
  - 太田地区
  - 多肥地区

## 交差・接続している道路
| 接続する道路 西← ＜市道朝日町仏生山線＞ →東 | 接続する道路 西← ＜市道朝日町仏生山線＞ →東 | 交差点         | 交差点 | 交差点     | 起点から (km) |
| ------------------------------------------- | ------------------------------------------- | -------------- | ------ | ---------- | ------------- |
| ↑臨港道路朝日町本線 （朝日町方面）          |                                             |                |        |            |               |
| 市道福岡町2号線                             | 市道福岡町2号線                             |                | 高松市 | 本庁地区   | 0.0           |
| 市道片原町沖松島線                          | 市道片原町沖松島線                          | 松福町         | 高松市 | 本庁地区   | 0.1           |
| 国道11号高松北バイパス                      | 国道11号高松北バイパス                      | 松島町2丁目    | 高松市 | 本庁地区   | 0.5           |
| 市道瓦町松島線                              | 市道瓦町松島線                              | 高松商業高校東 | 高松市 | 本庁地区   | 0.8           |
| ＜観光通り＞ 県道155号牟礼中新線            | ＜観光通り＞ 県道155号牟礼中新線            | 花園町         | 高松市 | 本庁地区   | 1.1           |
| ＜長尾街道＞ 県道43号中徳三谷高松線旧道     | ＜長尾街道＞ 県道43号中徳三谷高松線旧道     | 花園南         | 高松市 | 本庁地区   | 1.3           |
| 市道栗林上福岡線                            | 市道栗林上福岡線                            | 楠上橋西       | 高松市 | 本庁地区   | 1.7           |
| 市道花園町上之町線                          | 市道花園町上之町線                          |                | 高松市 | 本庁地区   | 1.8           |
| 御坊川                                      | 御坊川                                      | 新御坊川橋     | 高松市 | 本庁地区   | 1.9           |
| 御坊川                                      | 御坊川                                      | 新御坊川橋     | 高松市 | 太田地区   |               |
| 県道163号栗林停車場今里線                   | 県道43号中徳三谷高松線別線 市道今里上福岡線 | 今里北         | 高松市 | 2.1        |               |
| ＜伏石街道＞ 県道43号中徳三谷高松線別線     | ＜伏石街道＞ 県道43号中徳三谷高松線別線     |                | 高松市 | 2.2        |               |
| 香川県道272号高松志度線                     | ＜パークロード＞ 香川県道272号高松志度線    | 今里           | 高松市 | 2.4        |               |
| 市道太田第2区画1号線                        | 市道松縄今里線                              | 今里南         | 高松市 | 2.6        |               |
| 市道太田第2区画8号線                        | 市道伏石松縄線                              |                | 高松市 | 2.8        |               |
| 市道木太鬼無線                              | 市道木太鬼無線                              | 気象台東       | 高松市 | 3.1        |               |
| 市道三条伏石線                              | 市道伏石大池線                              | 伏石中央       | 高松市 | 3.5        |               |
| 市道太田下町伏石線                          | 市道伏石平塚線                              | 太田小学校南   | 高松市 | 4.1        |               |
| ＜さぬき夢街道＞ 国道11号高松東バイパス     | ＜さぬき夢街道＞ 国道11号高松東バイパス     | 太田下町       | 高松市 | 4.2        |               |
| 高松自動車道                                |                                             |                | 高松市 | 4.2        |               |
| 市道太田第2区画17号線                       | 市道太田上町長池線                          | 東川           | 高松市 | 4.5        |               |
| 市道太田上町東西線                          | 市道太田下町林線                            | 鹿ノ井         | 高松市 | 4.8        |               |
| 県道147号太田上町志度線                     | 県道147号太田上町志度線                     | 多肥本村       | 高松市 | 多肥地区   | 5.2           |
| 県道147号太田上町志度線バイパス             | 県道147号太田上町志度線バイパス             |                | 高松市 | 多肥地区   | -             |
| 県道12号三木国分寺線                        | 県道12号三木国分寺線                        |                | 高松市 | 仏生山地区 | -             |
| 県道166号岩崎高松線                         | 県道166号岩崎高松線                         |                | 高松市 | 仏生山地区 | -             |
| 県道164号三谷香川線                         | 県道164号三谷香川線                         |                | 高松市 | 仏生山地区 | -             |

## 交差している鉄道
- 高松琴平電気鉄道志度線 - 1976年にこの踏切の近くで正面衝突事故が発生した。
- 高松琴平電気鉄道長尾線 - 本路線の踏切は終戦直後に廃止された御坊川駅の跡地でもある。
- JR高徳線 - 御坊川橋梁で立体交差しており、ここをくぐる部分はわずかにアンダーパスとなっている。